# Georg Heinrich Bogen

Georg Heinrich Bogen, Porträt von Ernst Rauch, 1820

Georg Heinrich Bogen (* 17. Mai 1780 in Homburg vor der Höhe; † 24. Mai 1841 in Michelstadt) war ein deutscher Jurist und Politiker. Er war eine der führenden Persönlichkeiten im Kampf um eine Verfassung im Großherzogtum Hessen während der Jahre 1817 bis 1819. 

## Familie
Georg Heinrich Bogen war der Sohn von Johannes Bogen (1742–1816), Herzoglich Nassauischer Kammerrat, und von Maria Christina, geborene Chiron, (1748–1808). Georg Heinrich Bogen heiratete am 31. Mai 1808 Marie Katharina Rexroth (* 20. Juni 1789 in Michelstadt; † 24. April 1867 in Michelstadt). Ihre Eltern stammten aus Michelstadt und ihr Vater war Schneidermeister. Aus dieser Ehe gingen hervor:
- Johann Karl Ludwig (Louis) Bogen (* 7. Juni 1809 in Michelstadt; † 6. April 1886 in New Ulm, Minnesota, USA) war Abgeordneter der Frankfurter Nationalversammlung und der Zweiten Kammer der Landstände des Großherzogtums Hessen.
- Albrecht August Ludwig Bogen (* 1815 in Michelstadt), studierte an der Universität Gießen Kameralwissenschaften, war Mitglied des Corps Teutonia Gießen und wanderte in die USA aus.
- Friedrich Wilhelm Bogen (* 1813 in Michelstadt; † 1883 in Washington, D.C., USA), studierte 1832 Theologie an der Universität Gießen, war ebenfalls Mitglied der Teutonia Gießen und arbeitete später als Dolmetscher im Weißen Haus in Washington, D.C.
- Georg Friedrich Bogen (* 1824 in Michelstadt; † 1850 in Lich), studierte in Gießen, wo er der Alten Gießener Burschenschaft Alemannia angehörte.
- Friedrich Eduard Walter Bogen (* 1829; † 1894) war zuletzt Oberamtsrichter am Amtsgericht Michelstadt.

## Ausbildung
Georg Heinrich Bogen studierte 1797 bis 1800 Rechts- und Kameralwissenschaften an den Universitäten Heidelberg und Göttingen. Nach dem Examen unternahm er eine Studienreise durch die Schweiz und Italien.

## Berufliche Karriere
Seine berufliche Karriere begann Georg Heinrich Bogen als Advocat, Stadtschultheiß und Amtsverwalter. 1814 wechselte er als Bürgermeister und Amtsverweser nach Michelstadt, wohin er durch seine Frau auch familiäre Beziehungen hatte. 1829 wurde er gräflich Erbach-Fürstenauischer Kammerrat und 1841 Dirigent des Konsistoriums in Michelstadt.

## Verfassungsbewegung 1817–1820
Georg Heinrich Bogen war eine der herausragenden Persönlichkeiten in der Verfassungsbewegung des Großherzogtums Hessen, die schließlich 1820 in die Dezember-Verfassung des Großherzogtums Hessen mündete. Er brachte dabei auch erhebliche persönliche Opfer.
Eine Darmstädter Gruppe von jungen Akademikern, darunter viele Juristen, die in den Befreiungskriegen gegen Napoleon und für einen deutschen Nationalstaat gekämpft hatten, kannten sich vom Darmstädter Gymnasium her und hatten in Gießen und Heidelberg studiert. Bezeichnet wurden sie als „Darmstädter Schwarze“. Ihnen war Georg Heinrich Bogen verbunden und nahm an ihren Aktivitäten teil. Für das Großherzogtum forderten sie eine Verfassung auf Vertragsbasis mit Volksrepräsentation. Am 14. Februar 1819 führten sie eine Deputiertenversammlung in Zwingenberg durch. Dort wurde ein ständiger Ausschuss eingerichtet, zu dem auch Georg Heinrich Bogen gehörte. Das Protokoll der Versammlung wurde unter seiner Führung am 20. Februar 1819 Großherzog Ludewig in einer persönlichen Audienz übergeben. In den Tagen danach ließ der Großherzog verkünden, dass er im Mai 1820 eine Verfassung einführen werde. Dies wurde allerdings in der Öffentlichkeit negativ aufgenommen, weil der Großherzog die Verfassung oktroyieren wollte.

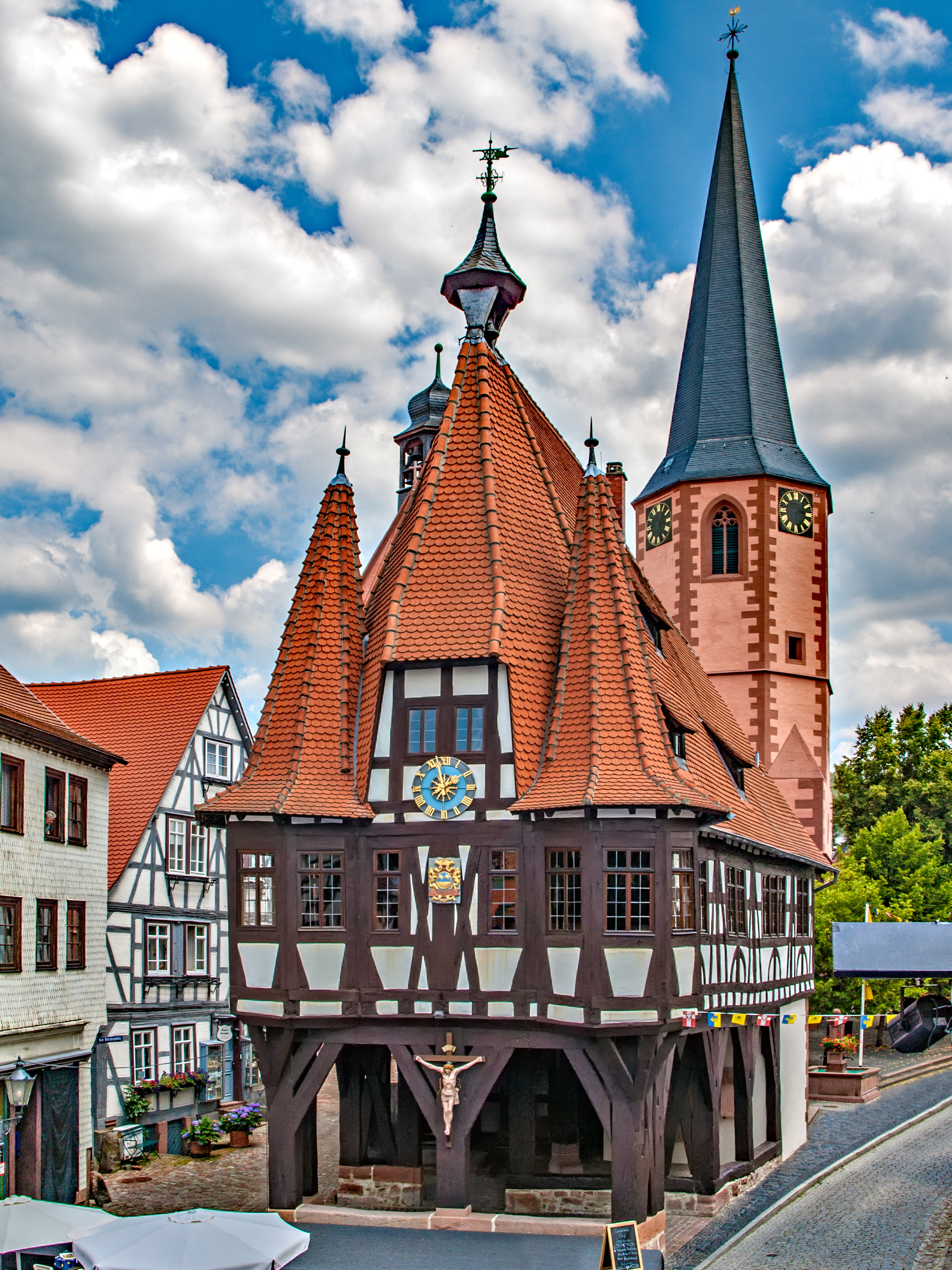
Arbeitsplatz von Georg Heinrich Bogen und Ort der zweiten Versammlung der Verfassungsbewegung 1819

Obwohl die Regierung öffentliche Versammlungen wie die in Zwingenberg verboten hatte, organisierte Georg Heinrich Bogen für den 21. April 1819 eine Versammlung von 111 Gemeindedeputierten aus den Ämtern der Grafschaften Erbach. Der große Erfolg seiner Aktionen beruhte auf der dramatischen wirtschaftlichen Notlage der Bevölkerung im Odenwald, die dafür auch die großherzogliche Bürokratie verantwortlich machte. Sie erhoffte sich von einer Verfassung mit Volksvertretung eine Besserung ihrer Lage. Der Erbacher Rentmeister zeigte Georg Heinrich Bogen wegen des Einberufens der Versammlung wegen Ruhestörung und Volksaufwiegelung an. Bereits einen Monat später kam es zu einer zweiten Versammlung im Michelstädter Rathaus. Deren Ergebnis war eine von 342 Familienvätern unterschriebene Petition verbunden mit der Bitte an Georg Heinrich Bogen, diese dem Großherzog vorzutragen. Binnen weniger Tage organisierte Bogen 60 weitere gleichlautende Eingaben mit 3863 Unterschriften aus über 100 Dörfern des Odenwaldes. Am 1. Juli 1819 konnte Georg Heinrich Bogen die Petition in Darmstadt dem Großherzog überreichen. Trotz Verbot der Regierung wurde sie auch gedruckt und kursierte als Flugschrift.
Da der Eindruck entstand, dass die Regierung die gewünschte Verfassung weiter blockiere, kam es ab dem Sommer 1819 zu einer breit angelegten Steuerverweigerung. Am 6. September 1819 rief Georg Heinrich Bogen dazu auf, sich an der Kampagne zu beteiligen – und das mit großem Erfolg: Die Steuerrückstände aus den betroffenen Provinzen Oberhessen und Starkenburg beliefen sich Ende Oktober 1819 auf 2 Mio. Gulden. Die Regierung versuchte dem zunächst mit von den Kanzeln der Kirchen verlesenen Abmahnungen zu begegnen, denen Georg Heinrich Bogen wiederum mit kämpferischen Aufrufen entgegentrat. Die hessische Regierung schickte daraufhin Militär in die Unruhegebiete und versuchte, die Anführer der Steuerverweigerungs-Bewegung zu verhaften. Die örtliche Bürgerwehr verhinderte das aber und die Situation drohte zu eskalieren. Die Regierung erließ, nachdem sie Steuerverweigerung und den Aufruf dazu zur Straftatbestand erklärt und mit Zuchthausstrafe belegt hatte, einen Haftbefehl gegen Georg Heinrich Bogen. Er wurde – zunächst unerkannt – mit anderen auf einer Versammlung in Ober-Mossau verhaftet, aber durch eine mit Knüppeln bewaffnete Volksmenge wieder befreit, stellte sich aber später freiwillig. In Michelstadt wurde gedroht, „es werde Blut fließen“ wenn Bogen nicht binnen drei Tagen wieder freigelassen werde. Als Strafe für diesen offenen Widerstand gegen die Regierung blieben die Militäreinheiten bis November in Michelstadt einquartiert.
Im Dezember 1819 wurde Bogen in Hausarrest entlassen. Aufgrund des Widerstandes der Justiz gegen die Maßnahmen der Regierung kam es letztendlich zu keiner strafrechtlichen Verfolgung. Der Präsident des Hofgerichts Darmstadt, Ludwig Minnigerode, beharrte auf seiner richterlichen Unabhängigkeit und erklärte, dass die seitens der Regierung vorgelegten Polizeiberichte als Beweise unzureichend seien, um die Verhafteten strafrechtlich zu belangen. Die Angelegenheit war durch die im Dezember 1820 endgültig erlassene Verfassung politisch überholt.
Am 5. August 1821 erhielt Georg Heinrich Bogen einen Silberpokal mit der Inschrift Zum Andenken unserm Freunde G. H. Bogen von der Cent Litzelbach überreicht.

## Wissenswert
Um 1820 errichtete Georg Heinrich Bogen ein Haus in der Erbacher Straße 6 in Michelstadt.